# NewAge
O NewAge é um sistema de gestão empresarial desenvolvido pela NewAge Software. Tem por característica a independência de tecnologia, sistema operacional ou banco de dados. O NewAge está no mercado desde 1990, sendo utilizado por empresas, nomeadamente grandes redes varejistas, redes de centros automotivos e siderúrgicas. Em 2007 o NewAge Recebeu nota 10 da revista Pequenas Empresas Grandes Negócios no artigo Em Rede a mil por hora.

## Plataformas suportadas
- Windows 98
- Windows ME
- Windows 2000
- Windows 2003
- Windows XP
- Windows Vista
- Linux
- FreeBSD
- MacOS
- Solaris

## Bancos de dados suportados
- Microsoft SQL Server
- Oracle
- DB2
- MySQL
- Postgres
- Firebird
- Caché
- Informix
- Sybase
- Ingres (SGBD)
- Adabas